# Tres tristes tigres (película)
Tres tristes tigres es una película chilena de 1968, dirigida por Raúl Ruiz. Es un drama inspirado en la obra de teatro homónima escrita por Alejandro Sieveking, con adaptación del guion realizada por el mismo Ruiz, convirtiéndose en su primer largometraje. Fue estrenada el 19 de noviembre de 1968 de forma simultánea en los cines Bandera, Plaza, Mayo, Riviera, San Diego, Normandie, Egaña y Gran Avenida.
Luego del Golpe militar del 11 de septiembre de 1973, la película se perdió de Chile, pero gracias a una copia guardada en Uruguay pudo ser restaurada y vuelta a exhibir en el Festival Internacional de Cine de Viña del Mar, en 1993. Asimismo, la Cineteca Francesa tiene en su colección en línea una versión restaurada.

## Argumento
La película cuenta la historia de 3 personajes, Tito (Nelson Villagra), Amanda (Shenda Román) y Lucho (Luis Alarcón), que se sumergen en un viaje entre bares y cantinas de la ciudad tratando de ocultar su miseria mientras se van de farra. Mientras Rudy (Jaime Vadell), espera que Tito le lleve unos documentos que le han enviado desde la provincia.
Los 3 personajes poseen una historia de miserias y frustraciones, Tito vive en la pobreza, su hermana Amanda es bailarina de club nocturno y ocasionalmente oficia de prostituta, Lucho es un profesor proveniente de Angol. 

## Elenco
| Nelson Villagra  | Tito   |
| Shenda Román     | Amanda |
| Luis Alarcón     | Lucho  |
| Jaime Vadell     | Rudi   |
| Delfina Guzmán   | Alicia |
| Fernando Colina  |        |
| Belén Allasio    |        |
| Alonso Venegas   |        |
| Jaime Celedón    |        |
| Luis Melo        |        |
| Gabry Liz        |        |
| Nino Malerba     |        |
| Luis Torres      |        |
| Santiago Zúñiga  |        |
| Humberto Miranda |        |

## Premios
- Leopardo de Oro del Festival Internacional de Cine de Locarno (1969)[5]